# NGC 7674
NGC 7674 este o galaxie seyfert de tip 2⁠(d) situată în constelația Pegas. A fost descoperită în 16 august 1830 de către John Herschel. Se află la o distanță de 124 de megaparseci de Pământ.